# Ahal (tỉnh)

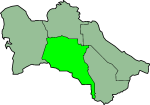
Tỉnh Ahal ở Turkmenistan

Ahal (tiếng Turkmen: Ahal welaýaty tiếng Ba Tư آخال Akhāl) là một tỉnh của Turkmenistan. Tỉnh này nằm ở miền trung-nam, giáp ranh với các tỉnh Bắc Khorasan, Razavi Khorasan của Iran và tỉnh Herat của Afghanistan dọc theo dải Kopet Dag. Tỉnh có diện tích 97.160 km2 (37.510 dặm vuông Anh) và dân số 939.700 (ước tính năm 2005).